# Your Funeral... My Trial
| Recensione | Giudizio |
| ---------- | -------- |
| AllMusic   | [ 1 ]    |

Your Funeral... My Trial è il quarto album del gruppo Nick Cave and the Bad Seeds, pubblicato nel 1986.

## Il disco
La canzone The Carny è stata suonata dal vivo nel film di Wim Wenders, Il cielo sopra Berlino, uscito nel 1987.
Durante il periodo in cui il disco venne pubblicato, Nick Cave aveva grossi problemi con la droga, in particolare con l'eroina, fatto evidenziato dallo stile malinconico e disperato dell'album.

## Tracce
1. Your Funeral... My Trial – 3:57 (Nick Cave)
2. Stranger Than Kindness – 4:47 (Blixa Bargeld, Anita Lane)
3. Jack's Shadow – 5:43 (Nick Cave, Mick Harvey)
4. The Carny – 8:02 (Nick Cave)
5. She Fell Away – 4:33 (Nick Cave)
6. Hard On for Love – 5:21 (Nick Cave)
7. Sad Waters – 5:02 (Nick Cave)
8. Long Time Man – 5:48 (Nick Cave, Mick Harvey)
9. Scum – 2:53 (Nick Cave, Mick Harvey)

Questa è la disposizione delle tracce sulla versione CD. L'originale in vinile ha una disposizione delle tracce differente e Scum non è presente.

## Formazione
- Nick Cave – voce, organo Hammond sulle tracce 1, 2, 6 e 7, pianoforte sulle tracce 3, 5 e 8, armonica a bocca sulle tracce 4 e 7
- Blixa Bargeld – chitarra, voce sulla traccia 4
- Mick Harvey – chitarra sulle tracce 1, 3, 5, 6, 7 e 8, basso sulle tracce 5, 6, 7, 8 e 9, batteria sulle tracce 1, 2, 7 e 8, pianoforte sulle tracce 1, 4 e 6, xilofono sulle tracce 4 e 5, voce sulla traccia 6, organo sulla traccia 4, rullante sulla traccia 5, glockenspiel sulla traccia 4
- Thomas Wydler – batteria sulle tracce 1, 3, 4, 5 e 9, estintore sulla traccia 5
- Barry Adamson – basso sulle tracce 1 e 3